# مؤسسه علوم تلسکوپ فضایی

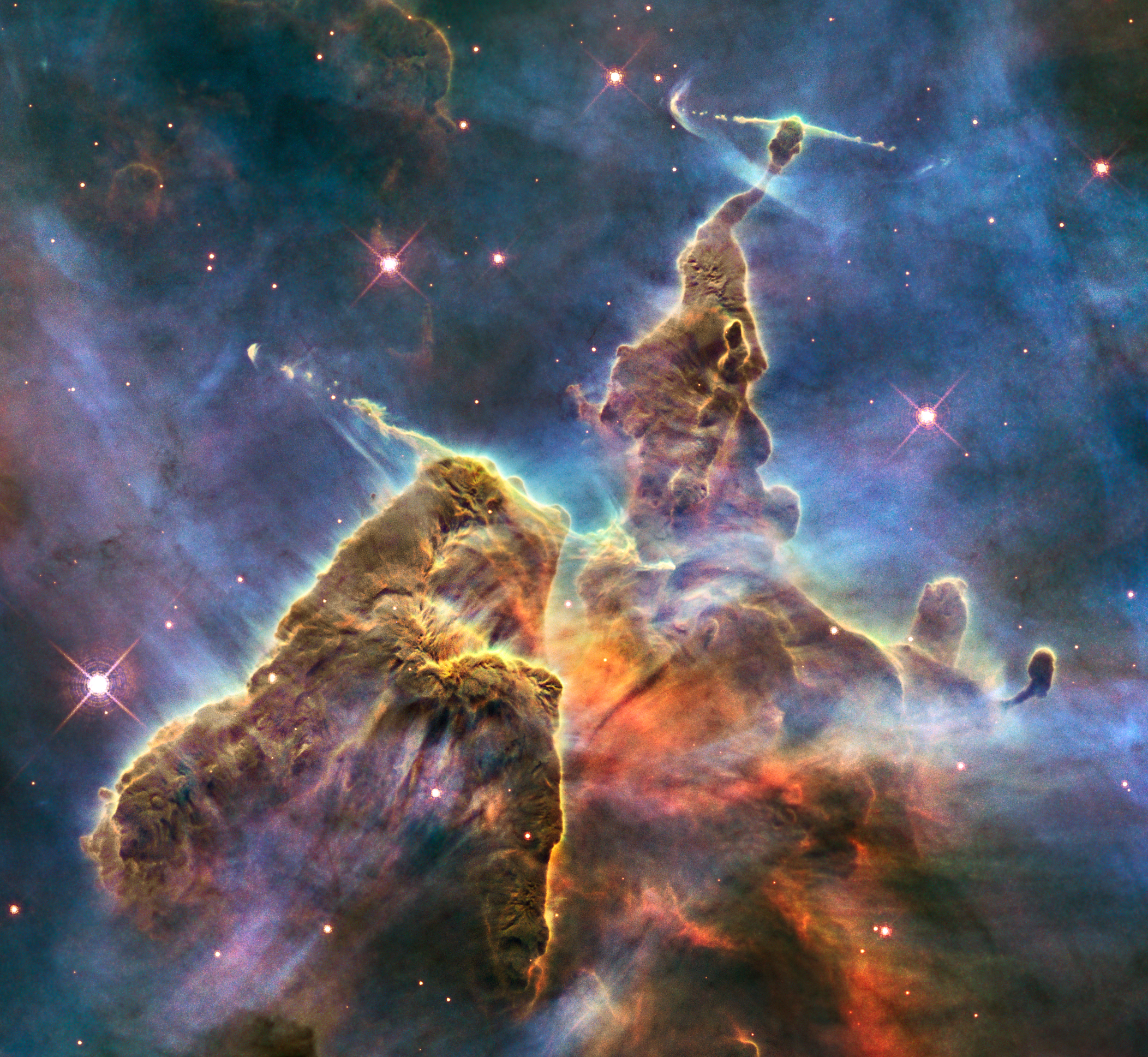
مرکز علمی تلسکوپ فضایی هابل

مؤسسه علوم تلسکوپ فضایی(Stsci) مرکز علمی تلسکوپ فضایی هابل (یاHST که از سال ۱۹۹۰ وارد مدار شده است) و تلسکوپ فضایی جیمز وب (یا JWST که در ۲۵ دسامبر ۲۰۲۱–۱۲:۲۰جهانی پرتاب شد) می‌باشد. اس تی اس سی آی در دانشگاه جانز هاپکینز در بالتیمور ماری لند واقع شده و در سال ۱۹۸۱ به عنوان یک مرکز علوم برای عموم (اجتماعی) برای ناسا توسط انجمن دانشگاه‌های در حال پژوهش در نجوم (AURA) پایه‌گذاری شد. امروزه علاوه بر انجام عملیات‌های علمی توسط تلسکوپ فضایی هابل و تلسکوپ فصایی جیمز وب، اس تی اس سی آی بر روی آرشیو چند مأموریتی تلسکوپ فضایی (MAST) که مرکز مدیریت اطلاعات مأموریت کپلر بوده است و چندین پروژه دیگر نیز از آن بهره برده‌اند عملیات انجام می‌دهد و آن را مدیریت می‌کند. بیشتر حمایت‌های مالی برای فعالیت‌های مؤسسه علوم تلسکوپ فضایی از قرار داد ناسا با مرکز پرواز فضایی گاددرد می‌آید؛ اما قسمت‌های کوچکی از آن نیز توسط مرکز پژوهش ایمز ناسا و اسا و یکی دیگر از موسسات ناسا تأمین می‌شود. کارکنان آن جا نیز شامل منجمان و اخترفیزیک دانان، مهندسین نرم‌افزار، مهندسین مدیریت داده، کارکنان بخش عملیات‌های تلسکوپ، متخصصین بخش آموزش و مدیران و کارکنان قسمت اقتصادی است. به‌طور کلی ۵۴۰ نفر در ای تی اس سی آی کار می‌کنند که ۱۰۰ نفر دارای دکترا هستند و ۱۵ نفر از آن‌ها مربوط به اسا هستند و برای تلسکوپ فضایی هابل کار می‌کنند.
کارکنان مؤسسه علوم تلسکوپ فضایی از راه‌های مختلفی مانند شرکت در همایش سالانه اجتماع اخترشناسی آمریکا، انتشارات اس تی اس سی آی و سایت آن با جمعیت منجمین حرفه ای ارتباط دارند. این فعالیت‌ها نه تنها اس تی اس سی آی را قادر می‌کند که داده‌ها را در بین افرادی که از تلسکوپ استفاده می‌کنند پخش کند، بلکه به اس تی اس سی آی این اجازه را می‌دهد که دستاوردهای علمی اش را بالا ببرد و پاسخگوی نیازهای ناسا نیز باشد.

## فعالیت‌های مؤسسه تلسکوپ فضایی

### بخش انتخاب از بین درخواست‌های علمی برای استفاده از تلسکوپ
اس تی اس سی آی همهٔ فعالیت‌های علمی که برای انتخاب، برنامه‌ریزی و اجرای فعالیت‌های علمی روی تلسکوپ فضایی هابل لازم است را انجام می‌دهد. اولین قدم در این پروسه انتخاب فعالیت علمی ای است که قرار است در سال جاری بر روی هابل انجام شود. این کار با انتشار در خواستی برای فرستادن طرح‌ها (proposal) شروع می‌شود. در طرح باید زمان لازم، وسایل لازم و نکات دیگر درباره پژوهش علمی نوشته شود. هرکسی می‌تواند یک طرح بفرستد. طرح‌ها با دقت توسط یک گروه به نام تی ای سی (کمیتهٔ اشتراک زمان) مطالعه می‌شوند. این گروه از صد نفر منجم که از آمریکا و اتحادیه بین‌المللی اخترشناسی آمده‌اند و دارای تخصص کافی برای تشخیص طرح‌های مناسب هستند تشکیل شده است. در هر دوره حدود ۷۰۰ الی ۱۱۰۰ طرح نوشته می‌شود و فقط ۱۵تا ۲۰ درصد آن‌ها برای اجرا انتخاب می‌شوند. در سال‌های مختلف، مدت زمان اجرای این پروژه‌ها متفاوت بوده است.
افرادی که طرح‌هایشان انتخاب شده است (به آن‌ها GO یا general observer یا رصدگر کلی گفته می‌شود) باید یک طرح دیگر هم بنویسند که در آن کاملاً تمامی جزئیات را توضیح دهند و تکمیل کنند.

### برنامه‌ریزی رصدها
هنگامی که دومین مرحله طرح نیز نوشته شد، یک برنامهٔ رصدی یک ساله طراحی می‌شود. در این برنامه‌ریزی باید زمان‌های مناسب برای هر رصد مشخص شود و بهترین و کارآمدترین استفاده از تلسکوپ حاصل شود. برنامه‌های رصدی همراه با جزئیات آن‌ها هر هفته تهیه می‌شوند. تغییرات می‌توانند هم در برنامه‌های بلند مدت و هم در برنامه‌های هفتگی ایجاد شوند (برای مثال اتفاقات ناگهانی مانند ابرنواختر). اس تی اس سی آی از الگوریتم Min-conflicts استفاده می‌کند تا به تلسکوپ برنامه زمانی را بدهد. اس تی اس سی آی اکنون در حال انجام دادن عملیات‌هایی مانند همین بر روی JWST است با این تفاوت که تجهیزات و فاصلهٔ JWST از زمین با تلسکوپ فضایی هابل متفاوت است.

### پردازش داده‌های علمی
داده‌های تلسکوپ فضایی هابل چند ساعت بعد از اینکه توسط تی دی آر اس اس گرفته می‌شوند و از یک سری ابزارآلات ناسا می‌گذرند به اس تی اس سی آی می‌رسند. سپس از یک الگوریتم کامپیوتری می‌گذرند و به فرمت استاندارد فیتز در می‌آیند. برای پردازش داده‌های تلسکوپ فضایی هابل با توجه به این که چه تجهیزات و دستگاه‌هایی آن را به دست آورده‌اند متفاوت است؛ اما چند نکته در آن‌ها یکسان است. همانند حذف پرتو کیهانی و خطاهای دستگاه و اعمال سیستم مختصاتی بر روی داده‌ها تا کاربر محلی اطلاعاتی را که تلسکوپ از آسمان گرفته به دست آورد. مؤسسه تلسکوپ فضایی در حال تهیه کردن مدل‌های پردازشی برای مأموریت‌های کپلر و تلسکوپ فصایی جیمز وب است.

### توزیع و آرشیو کردن اطلاعات علمی
اطلاعات دریافت شده توسط تلسکوپ فضایی هابل بعد از پردازش به صورت آرشیو در می‌آیند. ناسا تا یکسال این اطلاعات را به‌طور کامل در اختیار عموم نمی‌گذارد و در این مدت فقط افرادی که طرح‌هایشان قبول شده است می‌توانند از این اطلاعات استفاده کنند. بعد از این یک سال این اطلاعات دوباره پردازش شده و در اختیار عموم قرار می‌گیرد. آرشیو همهٔ فعالیت‌های ناسا در طیف مرئی و فرابنفش در اس تی اس سی آی است. علاوه بر مأموریت‌های گفته شده اس تی اس سی آی اطلاعات ۱۳ مأموریت دیگر ناسا مانند: FUSE و IUE و کاوشگر فرابنفش بسیار دور و گلکس را نیز آرشیو می‌کند. همهٔ این اطلاعات در سایت رسمی آن وجود دارد. در این سایت حدود ۳۰ ترابایت اطلاعات وجود دارد و هر روز نیز حدود ۱۱ گیگابایت به اطلاعات آن اضافه می‌شود.